# Yığılca
Yığılca là một huyện thuộc tỉnh Düzce, Thổ Nhĩ Kỳ. Huyện có diện tích 640 km² và dân số thời điểm năm 2007 là 18816 người, mật độ 29 người/km².